# Ženska misao
Ženska misao je bio časopis Hrvatske katoličke ženske sveze. Izlazio je kao povremenik u Zagrebu od studenoga 1919. godine do lipnja 1921. godine. List se u impresumu definirao kao list za prosvjetu, socijalni rad i organizaciju. Uređivala ga je Božena Kralj. Za uredništvo je odgovarala Zora Vasić. Od poznatih suradnika, za ovaj su list pisale Marijana Kralj i dr.  Suvremenici su ga smatrali "prvim feminističkim listom među katoličkim ženama u Hrvatskoj".